# Nothofagus
Nothofagus hay còn gọi là cử phương nam, sồi phương nam là chi duy nhất của họ Nothofagaceae. Chi này chứa khoảng 35 loài cây gỗ và cây bụi bản địa của khu vực ôn đới đại dương tới nhiệt đới Nam bán cầu ở miền nam Nam Mỹ (Chile, Argentina) và Australasia (đông và đông nam Australia, Tasmania, New Zealand, New Guinea và New Caledonia). Gần đây người ta đã tìm thấy các hóa thạch tại châu Nam Cực.
Trong quá khứ người ta từng gộp chi này trong họ Fagaceae, nhưng các thử nghiệm gen của Angiosperm Phylogeny Group đã phát hiện ra rằng chúng là khác biệt về mặt di truyền và hiện nay chi này được tách ra để lập nên họ của chính nó là Nothofagaceae.
Các loài trong họ này có lá thường xanh hay sớm rụng, mép lá nguyên hay khía răng cưa. Quả kiên nhỏ, dẹp hay tam giác, mọc thành dạng quả đấu chứa 2-7 quả kiên.
Các loài Nothofagus bị ấu trùng của các loài ngài thuộc chi Aenetus trong họ Hepialidae phá hại, bao gồm A. eximia và A. virescens.
Nhiều cây riêng lẻ là rất già, và có thời người ta tin rằng một vài quần thể không thể sinh sản trong điều kiện ngày nay tại các khu vực nơi chúng từng phát triển, ngoại trừ bằng phương pháp sử dụng rễ mút (sinh sản vô tính), là tàn tích sót lại của các khu rừng có từ thời lạnh hơn. Kể từ đó người ta đã chứng minh rằng sinh sản hữu tính có thể xảy ra, nhưng sự phân bố tại các môi trường lạnh, cô lạp có cao độ lớn tại các vĩ độ ôn đới và nhiệt đới là phù hợp với giả thuyết cho rằng các loài này là phong phú hơn trong thời kỳ lạnh giá hơn

## Phân loại
Chi này được chia ra thành các đoạn sau:
Đoạn Brassospora (điển hình Nothofagus brassi)
- Nothofagus aequilateralis (New Caledonia)
- Nothofagus balansae (New Caledonia)
- Nothofagus baumanniae (New Caledonia)
- Nothofagus brassii (New Guinea)
- Nothofagus carrii (New Guinea)
- Nothofagus codonandra (New Caledonia)
- Nothofagus crenata (New Guinea)
- Nothofagus discoidea (New Caledonia)
- Nothofagus flaviramea (New Guinea)
- Nothofagus grandis (New Guinea)
- Nothofagus nuda (New Guinea)
- Nothofagus perryi (New Guinea)
- Nothofagus pseudoresinosa (New Guinea)
- Nothofagus pullei (New Guinea)
- Nothofagus resinosa (New Guinea)
- Nothofagus rubra (New Guinea)
- Nothofagus starkenborghii (New Guinea)
- Nothofagus stylosa (New Guinea)
- Nothofagus womersleyi (New Guinea)

Đoạn Fuscospora (điển hình Nothofagus fusca)
- Nothofagus alessandri (Trung Chile)
- Nothofagus fusca (New Zealand)
- Nothofagus gunnii (Australia: Tasmania)
- Nothofagus solandri (New Zealand)
- Nothofagus truncata (New Zealand)

Đoạn Lophozonia (điển hình Nothofagus menziesii)
- Nothofagus alpina (=N. procera) (Trung Chile/Argentina)
- Nothofagus cunninghamii (Australia: Victoria, Tasmania)
- Nothofagus glauca (Trung Chile)
- Nothofagus macrocarpa (Trung Chile, các tỉnh của Argentina)
- Nothofagus menziesii (New Zealand)
- Nothofagus moorei (Australia: New South Wales, Queensland)
- Nothofagus obliqua (Chile/Argentina)

Đoạn Nothofagus (điển hình Nothofagus antarctica)
- Nothofagus antarctica (Nam Argentina và Chile)
- Nothofagus betuloides (Nam Argentina và Chile)
- Nothofagus dombeyi (Trung Chile và Andes Patagonia thuộc Argentina)
- Nothofagus nitida (Nam Chile và có lẽ có tại Argentina)
- Nothofagus pumilio (Argentina/Chile)

## Phân bố
Kiểu phân bố xung quanh miền nam vành đai Thái Bình Dương gợi ý rằng sự phổ biến của chi này có niên đại tới thời kỳ khi châu Nam Cực, Australia và Nam Mỹ nối với nhau thành một khối đại lục gọi là Gondwana.
Tại Nam Mỹ, giới hạn phía bắc của chi có thể coi là vườn quốc gia La Campana và dãy núi Vizcachas ở miền trung Chile.

## Tầm quan trọng lịch sử
Nothofagus là chi thực vật minh họa cho sự phân bố Gondwana, xuất phát từ siêu lục địa này và tồn tại ở Australia, New Zealand, New Caledonia và Chile ngày nay. Gondwana là một trong các siêu lục địa đã từng tồn tại ở Nam bán cầu vào cuối kỷ Trias. Các ước tính niên đại cho sự hình thành của siêu lục địa này và sự tách ra của nó khỏi siêu lục địa trước đó là Laurasia là khoảng 180-200 triệu năm trước (Ma).
Swenson và ctv. (2001) và Knapp và ctv. (2005) cho rằng địa sinh học của chi Nothofagus hỗ trợ trình tự phân chia của Gondwana. Họ này có lẽ có niên đại khoảng 90 Ma, và sự phân bố hiện tại của chi thường được giải thích là bằng trôi dạt lục địa. Phù hợp với ý tưởng này, các hóa thạch của 4 phân chi (đoạn) được biết đến từ Champagne muộn (73-71 Ma) ở châu Nam Cực, và phấn hoa tương tự như của Nothofagus (Nothofagites) định rõ đặc điểm của khu vực ôn đới miền nam Gondwana vào cuối kỷ Creta. Tuy nhiên, Knapp và ctv. (2005) và Cook & Crisp (2005) cũng như Waters & Craw (2006) lại gợi ý rằng chi Nothofagus vươn tới New Zealand, ít nhất là nhờ phát tán xa chỉ khoảng 30 Ma. Quả thực, Cook và Crisp (2005) ước tính niên đại cho nhóm thân cây của họ Nothofagaceae là 95-75 Ma, nhưng niên đại của nhóm chỏm cây chỉ là khoảng 66-34 Ma, nghĩa là sau các hồ sơ hóa thạch có sớm. Dựa vào khoảng niên đại này, hoặc là nhóm thân cây của Nothofagaceae phải gần như già gấp đôi như đã thông báo, các "kiểu" phấn hoa đã tiến hóa song song hoặc đã bị diễn giải sai.

## Thư viện ảnh

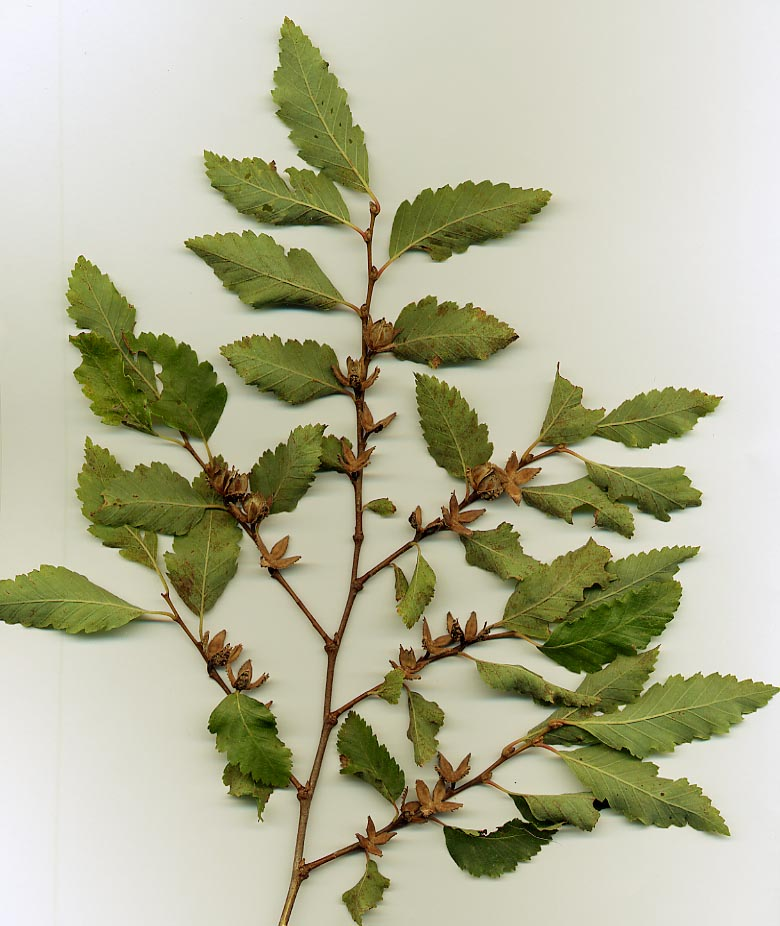
Thân, lá và quả đấu của N. obliqua.
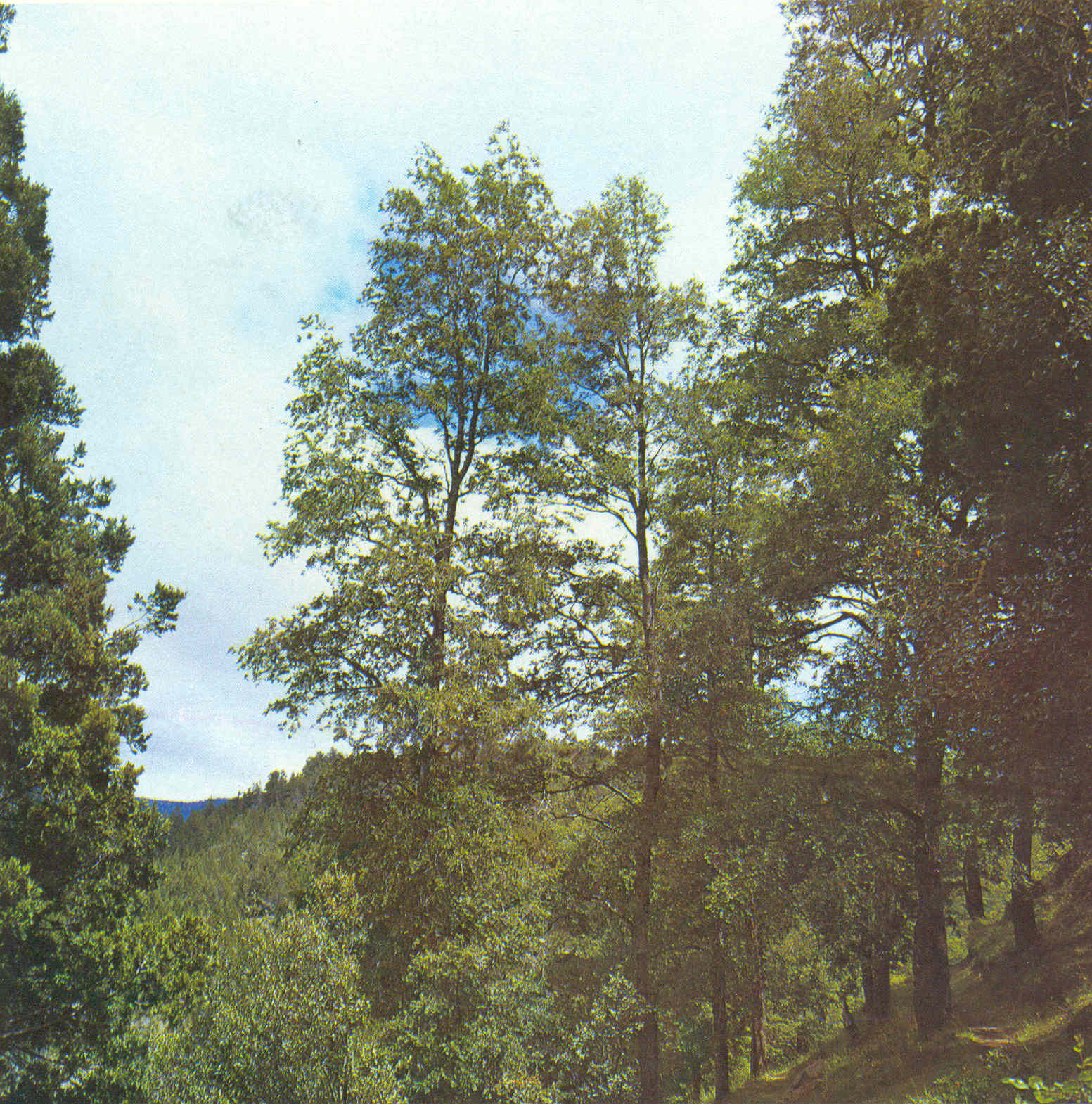
N. alpina.